# Strela
Strela és una cervesa capverdiana, produïda per la Sociedade Cabo-verdiana de Cerveja e Refrigerantes (SCCR).
És venuda en ampolles de 25cl, 33cl, i 1 litre, també en envasos de 20 i 50 litres. La seva producció va començar l'any 2006, i es va començar a distribuir a l'illa de Santiago, Illa de Sant Vicent i a l'Illa Sal. Es vol ampliar la seva distribució a altres illes i vendre-la fora del país, per arribar a la diàspora capverdiana. Actualment ja s'exporta a Gàmbia, on SCCR, que és propietat de Coca-Cola, té una planta de producció.